# Ballyvaughan
Ballyvaughan (auch: Ballyvaghan, irisch Baile Uí Bheacháin; „Ó Beacháns Heim“) ist ein Ort im Westen der Republik Irland mit 361 Einwohnern (2022). Er liegt am südlichen Rand der Galway Bay im Norden des County Clare und ist das nördliche Eingangstor zum Burren.
Das ursprüngliche Fischerdorf hat sich zum Seglerhafen und Touristenort entwickelt und bietet mit seinen Restaurants und traditionellen Pubs den Ausgangspunkt, um die Sehenswürdigkeiten des nördlichen Burren zu erkunden, der nur wenige Kilometer südlich der Stadt beginnt. An der Kreuzung im Ort, wo die Küstenstraße N67 nach Süden abbiegt, steht der in ganz Irland berühmte und auf vielen Postkarten verewigte Wegweiser mit über 15 Hinweisschildern. 

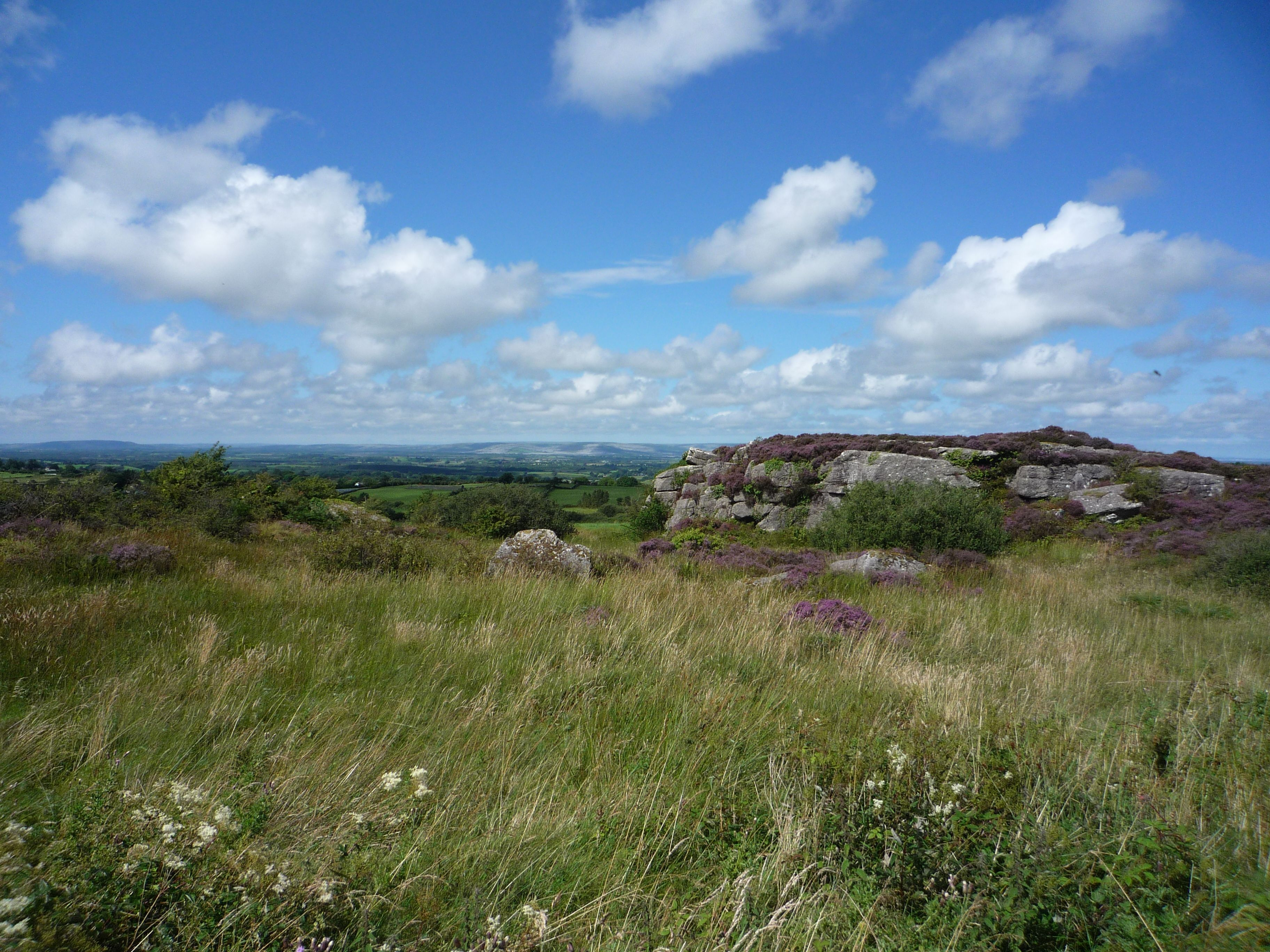
Ballyvaughan

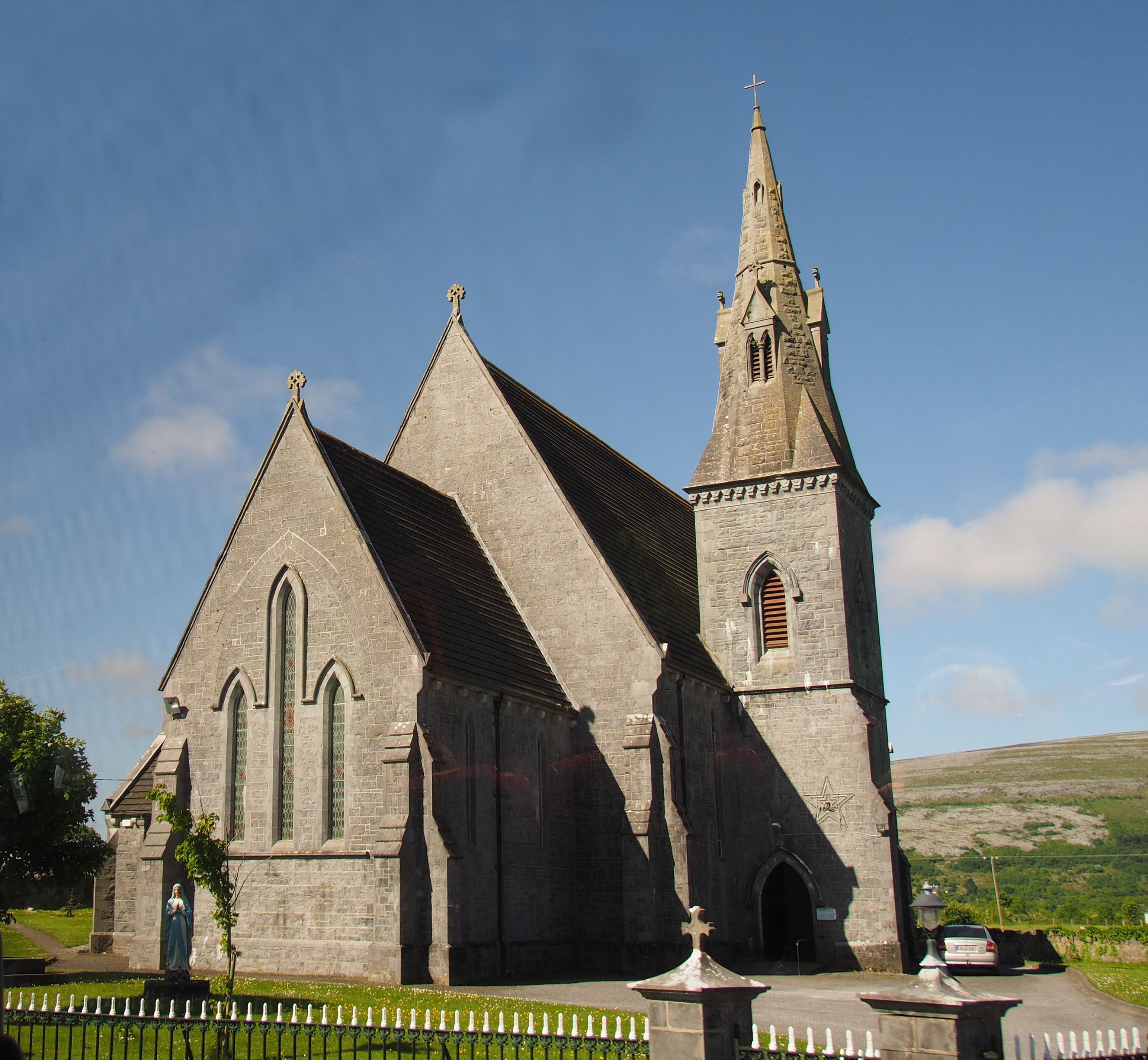
Ballyvaughan Church

An der Straße zum Black Head (westlich des Ortes) befindet sich Tobercornan „the Pinnacle well“ einer der vielen – hier mit einem Brunnenhaus versehenen – Heiligen Brunnen Irlands. In dieser Gegend liegt auch eine alte Kochstelle aus der Bronzezeit – ein Ancient cooking place oder 'Fulacht Fiadh'. Nahe dabei liegt Gleninagh Castle (Caislean Gleann Eiahneach) der Sitz des Clans der O’Loughlens, deren Nachkommen die Burg noch bis zum Jahre 1840 bewohnten. Sie ist äußerlich gut erhalten und ein beliebtes Fotomotiv.
Newtown Castle ist ein runder und daher seltener Burgturm aus dem 16. Jahrhundert. Er liegt ein wenig südlich des Ortes. Dem restaurierten Castle ist ein kleines Museum angefügt, das wertvolle Schriftkopien besitzt und Informatives über die Geschichte der Gegend vermittelt. 
Eine weitere Attraktion in der Nähe Ballyvaughans ist die Aillwee Cave, die Bärenhöhle. Die begehbare Kalksteinhöhle ist über zwei Millionen Jahre alt. Da man in einer Kammer Bärenknochen fand, nimmt man an, dass Bären vor ihrer Ausrottung in Irland in dieser Höhle Winterschlaf hielten.